# دان أندرسون (لاعب كرة سلة مواليد 1943)
دان أندرسون (بالإنجليزية: Dan Anderson)‏ مواليد 15 فبراير 1943 في كروكستون، هو لاعب كرة سلة أمريكي معتزل. بدأ مسيرته الاحترافية في سنة 1967. تم اختياره من قبل فريق فيلادلفيا سفنتي سيكسرز خلال الدرافت. يبلغ طوله 6 قدم 10 بوصة (2.1 م). اعتزل اللعب في 1969.

## روابط خارجية
- دان أندرسون على موقع سبورتس رفرنس (الإنجليزية)
- دان أندرسون على موقع ريلجم (الإنجليزية)